# 贝尼亚特·埃切瓦里亚
贝尼亚特·埃切瓦里亚·乌尔基亚加（發音：[beɲat etʃeβari.a uɾki.aɣa]；西班牙語發音：[beˈɲat etʃeβaˈri.a wɾˈkjaɣa]；1987年2月19日—），簡稱贝尼亚特（西班牙語：Beñat），西班牙足球運動員，目前效力澳大利亞職業足球聯賽球會麥克阿瑟，司職中場。

## 外部連結
- 貝迪斯官方檔案 （西班牙文）
- BDFutbol檔案（页面存档备份，存于） （英文）
- 國家隊數據（页面存档备份，存于） （英文）
- Futbolme檔案（页面存档备份，存于） （西班牙文）
- 畢爾包體育會檔案 （英文）
- Transfermarkt檔案（页面存档备份，存于） （英文）